# Rhingia semicinerea
Rhingia semicinerea är en tvåvingeart som beskrevs av Enrico Adelelmo Brunetti 1923. Rhingia semicinerea ingår i släktet näbblomflugor, och familjen blomflugor. Inga underarter finns listade i Catalogue of Life.